# Masdżed-e Solejman
Masdżed-e Solejman (perski: مسجدسليمان) – miasto w południowym Iranie, w ostanie Chuzestan. W 2006 roku miasto liczyło 206 121 mieszkańców w 51 530 rodzinach. W jego okolicach wydobywa się ropę naftową. Pierwszy odwiert naftowy w Iranie i na Bliskim Wschodzie dotarł do podziemnego złoża ropy naftowej w Naphton Neigborhood w 1908 roku. Leży w pobliżu gór Zagros.